# Нью Сент-Міррен Парк
«Нью Сент-Міррен Парк» (англ. St Mirren Park) — футбольний стадіон в Пейслі, Шотландія,  домашня арена ФК «Сент-Міррен».
Футбольне поле закладено у 2008 році. Стадіон відкритий 2009 року. Інша назва стадіону «Пейслі 2021 Стедіум» пов'язана з промокампанією міста Пейслі до 2021 року, у якому місто  має стати Містом культури Великої Британії. 